# Нова Гута (Великопольське воєводство)
Нова Гута (пол. Nowa Huta) — село в Польщі, у гміні Ґродзець Конінського повіту Великопольського воєводства.
У 1975-1998 роках село належало до Конінського воєводства.